# SK Benešov
SK Benešov is een Tsjechische voetbalclub uit Benešov. De club is in 1913 opgericht als AFK Benešov. SK Benešov speelt in het seizoen 2016/17 op het op twee na hoogste niveau in Tsjechië, de ČFL.  Het grootste succes voor SK Benešov was het seizoen 1994/95, het enige seizoen waarin de club uitkwam op het hoogste niveau van het Tsjechische voetbal onder de naam FK Švarc Benešov.